# Frans Kuijper
Franciscus Johannes Albertus Kuijper, detto Frans (Amsterdam, 6 aprile 1900 – Bergen, 12 marzo 1987), è stato un pallanuotista e nuotatore olandese.

## Carriera

### Atleta

#### Pallanuoto
Era un membro del club di nuoto De Dolfijn. Con il suo club divenne campione nazionale nel 1931.
Nel 1928 fece parte dei Paesi Bassi che raggiunse i quarti di finale ai Giochi di Amsterdam 1928.

#### Nuoto
Nel 1925 vinse la Traversée de Bruxelles.
Nel 1931 e 1932 fu il miglior olandese nella Scheldebeker, una competizione annuale di nuoto in acque libere.
È salito tre volte sul podio ai campionati olandesi nei 1500 metri stile libero. Fu secondo nel 1931 e nel 1932. Un anno dopo vinse il bronzo su questa distanza. Con il suo club De Dolfijn ha vinto la medaglia d'argento nella 4x200 stile libero.

### Allenatore
Nel 1935 divenne allenatore dei Paesi Bassi, guidandola ad un bronzo ai Giochi di Londra 1948 e ad uno storico successo ai Campionati europei 1950.